# OK a.m.b.a.
OK er et dansk andelsselskab, ejet af ca. 11.600 kunder og forhandlere. OK har hovedkontor i Aarhus og er en tankstationskæde med omkring 750 benzin- og dieselanlæg (2024-tal).
OK er derudover et bredt funderet energiselskab, der tilbyder strøm og varme til hjemmet og alt til bilen: opladning, vask, parkering og meget mere. 

## Historie
OK blev stiftet den 1. januar 1978 og er en fusion af 7 danske selskaber, nemlig Dansk Andels Kulforretning, Fyns Kulindkøbsforeing, Sydjydsk Andels Olie, Aabenraa Tanklager, Aalborg Kul- og Olieimport, Kommunernes Kulkontor og OK Olie A/S.
Først i 1998 blev OK a.m.b.a. OK’s officielle navn. Indtil da hed virksomheden Olieselskabet Danmark. OK kommer af Olie Konsumenterne, som var en svensk virksomhed. Denne virksomhed var aktionær i det daværende OK Olie A/S. Selvom der i dag ingen tilknytning er mellem det svenske OK og det danske, hang navnet ved. Derfor valgte man i 1998 at gøre det til OK’s officielle navn.
I 2024 købte OK en halvpart i Coop Danmark A/S, da et kollaps i dagligvarekoncernen ville få store konsekvenser for forretningen i OK. 200 af OKs cirka 750 tankstationer blev drevet af OK selv, resten var ejet af Coop eller de selvstændige brugsforeninger, hvorfor direktionen og bestyrelsen vurderede, at den rigtige løsning var, at investere i Coop.

## Brændstof, el og grøn energi
OK er Danmarks mest solgte benzinmærke. De fleste OK-tankstationer findes ved brugs- og Coop Danmark-butikker. OK forsyner desuden boligejere, landbrug og erhvervsliv med bl.a. opladning af elbiler, grøn strøm, olie, naturgas, varmepumper og el.
I 2004 blev DK-Benzin A/S som følge af priskrig på benzin 100% OK-ejet. Selskabet blev grundlagt i 1982, og ud over salg af brændstof udgør salg af dagligvarer en stigende del af omsætningen på DK's ca. 150 stationer. Mange af DK's benzinstationer fungerer som kiosk, bager, købmand og supermarked i de områder, hvor stationerne med tilhørende butik er placeret.
I 2009 fik OK meget opmærksomhed for deres humoristiske tv-reklamer om at få fat på et OK Benzinkort for at støtte en forening. Reklamefilmene har vundet flere priser.
I 2015 lancerede OK appen 'Tank & Betal', så kunder med OK Benzinkort kan åbne en benzinstander via en app. Appen er siden da løbende blevet opdateret med nye funktioner, så man i dag kan betale både brændstof og bilvask med appen, og i 2019 blev det også muligt at betale for parkering i udvalgte byer i Danmark. Siden 2016 har man kunnet benytte MobilePay i OK's app og siden 2017 har man også kunnet benytte Dankort .
OK's app har vundet flere priser, bl.a. Danish Digital Award og German Design Award
OK har i dag mere end 4.100 offentlige ladepunkter til opladning af elbiler.[kilde mangler] Derudover støtter OK mere end 3.700 lokale sportsklubber og foreninger med mange millioner kr. om året. Det er kunderne, der vælger, hvilke foreninger, der skal modtage støtte.[kilde mangler]